# Marco Melandri
Marco Melandri (Ravenna, 1982. augusztus 7. –) olasz motorversenyző.
A gyorsaságimotoros-világbajnokságban először az 1997-es szezonban szerepelt, a nyolcadliteresek között. Ekkor egy futamon indult, a cseh nagydíjon, szabadkártyásként. A versenyen a tizenhetedik helyen végzett. 1998-ban már egész szezonra szóló szerződést kapott a Hondától. Ebben az évben rögtön sikerült megszereznie a harmadik helyezést összetettben. 1999-ben már második volt, mindössze egy ponttal lemaradva a világbajnoki címről.
Jó teljesítményének köszönhetően 2000-ben felkerülhetett a 250 köbcentiméteres géposztályba. Itt újabb három évet töltött, első negyedliteres évében ötödik, ezt követően harmadik lett, 2002-ben pedig már a világbajnoki címet is sikerült megszereznie.
A MotoGP-be 2003-ban került fel. Legsikeresebb évei a Gresini Racing csapatához kötődnek, a csapattal 2005-ben második, majd negyedik és ötödik is volt. 2008 volt pályafutása leggyengébb éve, többször nem sikerült pontot szereznie, végül tizenhetedik lett összetettben. 2009-ben a Hayatéhoz szerződött, ebben az évben egyszer sikerült dobogóra állnia, amely nagy meglepetésnek számított. 2010-ben visszatért korábbi sikerei helyszínére, a Gresini Racinghez.
2011-ben a Superbike-világbajnokságba igazolt, ahol első szezonjában rögtön másodikként zárt Carlos Checa mögött. Később szerzett egy harmadik és két negyedik helyezést, majd 2015-ben visszatért a MotoGP-be a Gresini csapat versenyzőjeként. Itt azonban csak a szezon első nyolc futamán indult, ezután végleg elköszönt a sorozattól.
Másfél év szünet után, 2017-ben tért vissza a Superbike-világbajnokságba, ahol több futamgyőzelmet is sikerült szereznie. 2019-ben előbb visszavonult, majd egy rövid 2020-as beugrás után, bejelentette végleges visszavonulását.

## Karrierje

### Kezdetek

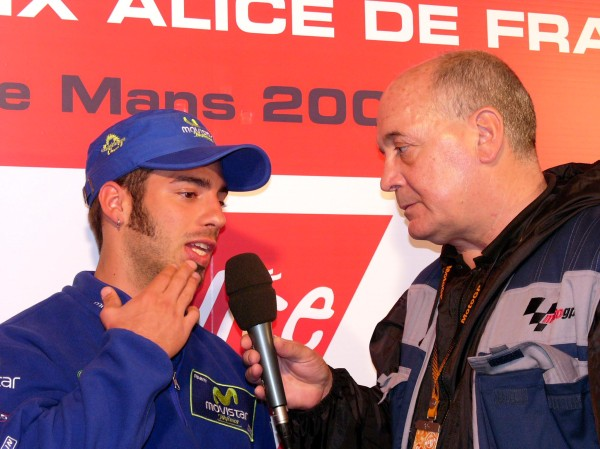
2005-ben, egy interjú alkalmával

Melandri a korábbi sikeres olasz versenyző, Loris Reggiani által ismerkedett meg a motorversenyzéssel. Először minimotorokkal kezdett versenyezni, ezután kipróbálta a supercrosst is, majd előbb az olasz 125-ös bajnokságban, majd az Európa-bajnokságon indult.
1997-ben megnyerte az olasz bajnokságot és ezzel párhuzamosan az Eb-n is negyedik lett, valamint szintén ebben az évben szabadkártyásként elindulhatott a cseh nagydíjon is.

### 125 cm³ (1998–1999)
A versenyző 1998-ra már teljes szezonra szóló szerződést kapott a Hondától, a Benetton Honda Team színeiben. Rögtön első évében komoly sikereket ért el, már a szezon negyedik versenyén, az olasz nagydíjon megszerezte első dobogós helyezését, egy második helyet. Ezt megismételte Franciaországban és a madridi nagydíjon is, majd a nagyszerű szezonkezdést folytatva megnyerte a Holland TT-t is. Ezt a győzelmét 15 évesen és 324 naposan aratta, amivel sokáig a legfiatalabb nyolcadliteres futamgyőztes volt. Ez a rekordja 2008-ban dőlt meg, mikor a brit nagydíjat Scott Redding nyerte meg. A szezon során még egy versenyt, a cseh nagydíjat sikerült megnyernie, valamint még további két alkalommal felállhatott a dobogó második fokára. Ezzel a teljesítményével végül az összetett harmadik helyén végzett, 202 pontot szerezve. Az első két helyen ebben az évben két japán versenyző, Szakata Kazuto és Manako Tomomi végzett, 27, illetve 15 ponttal megelőzve Melandrit.
1999-re is maradt ugyanannál a csapatnál, és a világbajnoki cím egyik esélyese volt, ugyanis az előző szezon első két helyezettje már a negyedliteresek között versenyzett. A szezon első két versenyét, a maláj és a japán versenyt sérülés miatt ki kellett hagynia, így jelentős hátrányból indult a többi versenyzővel szemben. Az ezt követő spanyol versenyen kiesett, és hiába nyert meg később öt futamot is, csak az összetett második helyére tudott felzárkózni, ám mindössze egyetlen ponttal lemaradva a végül győztes Emilio Alzamora mögött. Alzamora 227, Melandri 226 pontot szerzett. Annak ellenére, hogy nem lett világbajnok, Melandri 2000-ben már a negyedliteresek között versenyzett.

### 250 cm³ (2000–2002)

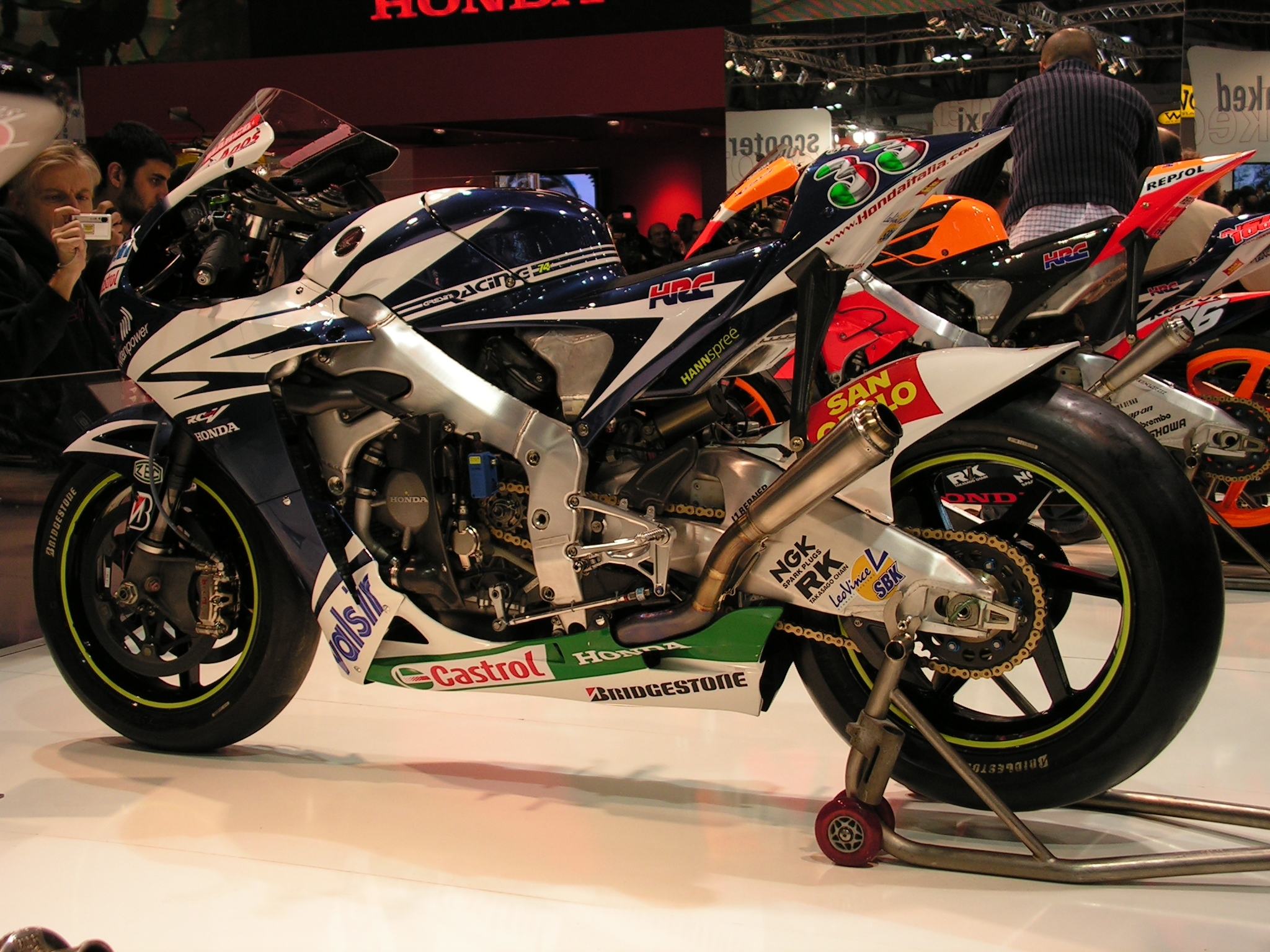
Melandri egyik Hondája

Melandri 2000-re az Apriliához szerződött, és a szintén olasz Valentino Rossi helyére került, aki 1999-ben megnyerte a 250 köbcentiméteresek világbajnokságát és a királykategóriában folytatta pályafutását. A szezon nem alakult jól Melandri számára, mert az eleje nagyrészt a nagyobb motorral való ismerkedéssel telt. Ebben a szezonban nem tudott futamot nyerni, mindössze négy dobogós helyezést könyvelhetett el a végén. Ezek a portugál, a valenciai, a brazil és a csendes-óceáni nagydíjak voltak, melyeken harmadik lett. Bár gyengébben teljesített, mint a korábbi szezonokban, a sorozatos pontszerző helyeknek és a négy dobogónak köszönhetően így is az ötödik helyen végzett 159 ponttal, nyolcvan egységgel lemaradva a negyedik Ukava Tórutól.
2001-ben már javult Melandri teljesítménye. A szezont öt pontszerzéssel, ebből négy dobogós helyezéssel kezdte, így ekkor még közvetlenül az élmezőny mögött helyezkedett el. Ezután csak egy versenyt tudott megnyerni, valamint háromszor kiesett, egy versenyt pedig lábtörés miatt ki is kellett hagynia, így az év végén bronzérmes lett, ismét nagy lemaradással az előtte végzőkhöz képest. A világbajnoki cím végül Kató Daidzsiróhoz került, a második szintén egy japán, Harada Tecuja lett.
2002-ben már a legfőbb világbajnoki esélyesnek számított, miután az előző szezon első két helyezettje a MotoGP-ben folytatta karrierjét. Bár a szezon első három versenyéből kétszer kiesett, később kilencszer is győzni tudott, ezenfelül további három alkalommal végzett a második helyen, így végül 298 ponttal végzett a világbajnokság első helyén. Ezzel ő lett a legfiatalabb 250 köbcentiméteres világbajnok 20 évével és 74 napjával. Ez a rekordot Dani Pedrosa döntötte meg 2004-ben.

### MotoGP (2003–2010)

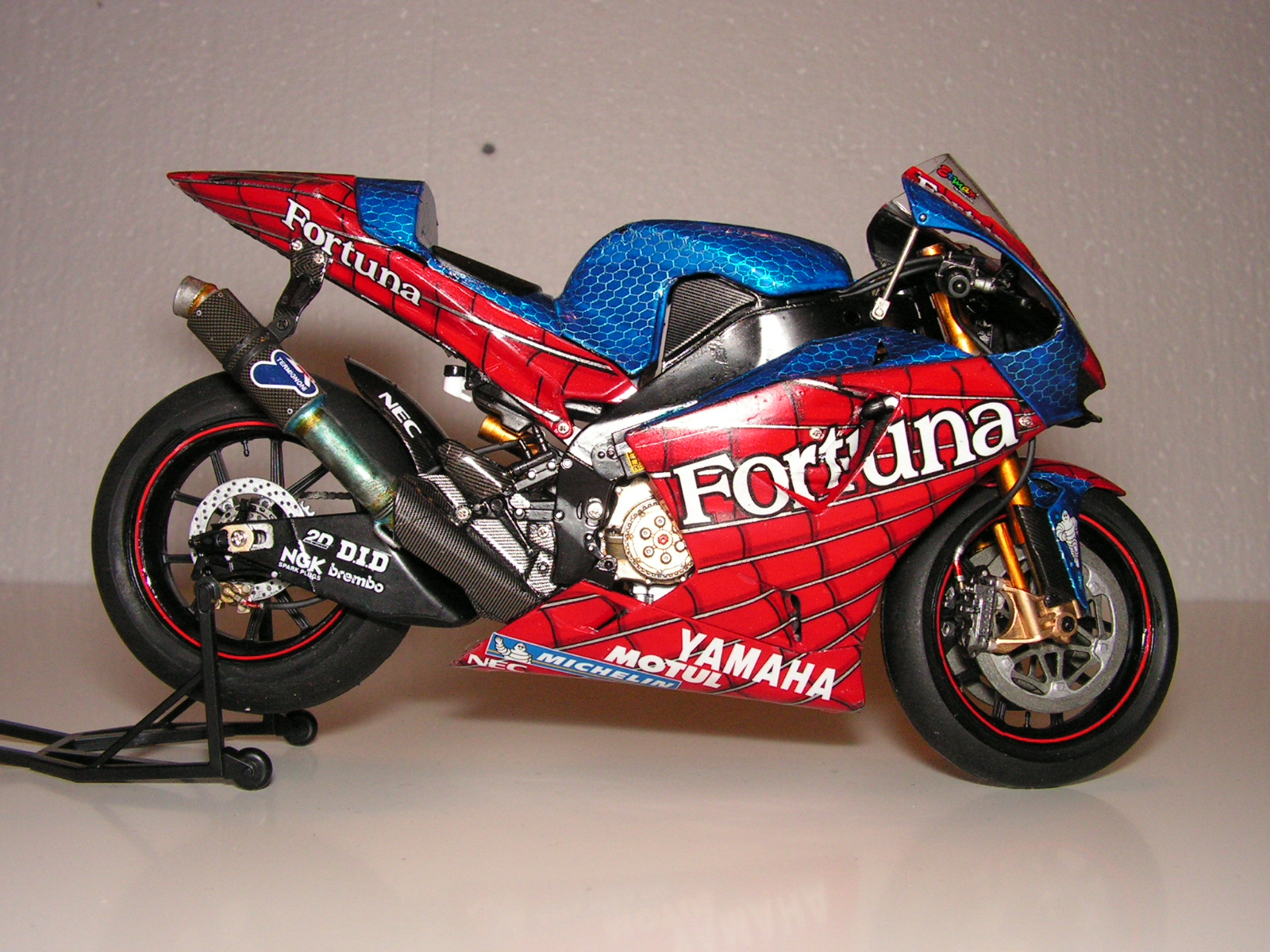
Melandri 2004-es motorja

#### Az első évek
Negyedliteres sikereinek köszönhetően 2003-ra a Yamaha gyári csapata szerződést ajánlott neki. Csapattársa a spanyol Carlos Checa volt. A MotoGP konstruktőrei közül ekkor messze nem a Yamaha volt a legerősebb, és a versenyzők ennek megfelelően gyengén szerepeltek, Melandri nyolcszor is a verseny feladására kényszerült, és legjobb eredménye is csak egy ötödik hely volt, melyet a csendes-óceáni nagydíjon sikerült elérnie. A szezon végén csak az összetett 15. helyén végzett, mindössze 45 pontot szerezve.
2004-ben csak annyi változás történt, hogy a gyári Yamaha csapatától egy priváthoz, a Tech 3-hoz került. Csapattársa a szezon során az előző évhez hasonlóan Carlos Checa volt. A szezon során már fejlődés mutatkozott, ugyanis Melandrinak már sikerült két dobogós helyezést is begyűjtenie, a katalán és a holland versenyen. Ebben a szezonban ismét sokszor kiesett, összesen hétszer kényszerült kiállni, németországi kiesésének köszönhetően a következő, brit futamot kénytelen volt kihagyni. A szezont végül a 12. helyen zárta 75 ponttal.

#### Gresini Racing

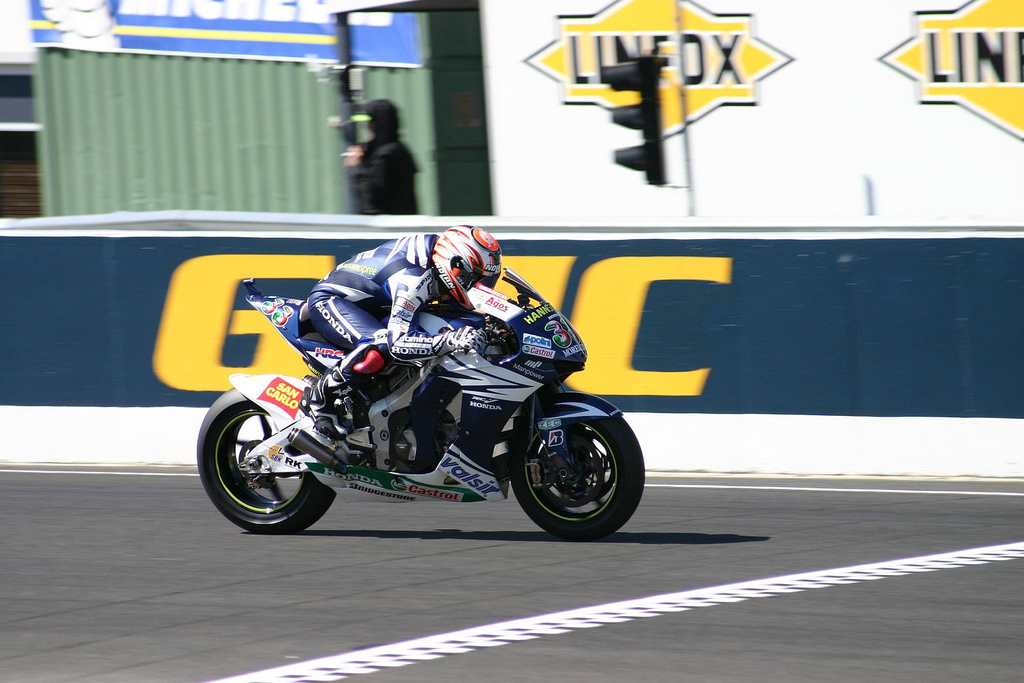
A 2007-es ausztrál nagydíjon

2004 végén felbontotta szerződését, és a következő idényben meglepetésre Movistar Honda csapatfőnöke, Fausto Gresini őt szerződtette Sete Gibernau mellé. Ebben az évben Melandri addigi legsikeresebb királykategóriás szezonja következett. Az idény során ötször is felállhatott a dobogóra, ezenfelül megnyerte az utolsó két versenyt, a török és a valenciai Nagydíjat. Ezzel közel két év után ő lett az első Hondás, akinek egymást után két versenyt is sikerült megnyernie. Bár reális esélye sohasem volt egyik legjobb barátja, Rossi megelőzésére, végül magabiztosan, 220 ponttal végzett a világbajnokság második helyén, megelőzve az amerikai Nicky Haydent.
2006-ban a Fortuna Honda csapatánál versenyzett, csapattársa Toni Elías volt. Ebben a szezonban már három futamon diadalmaskodott, de hiába szerzett 228 pontot, vagyis 8-cal többet, mint az előző szezonban, ez is csak a negyedik helyezésre volt elegendő. A harmadik helyezett Loris Capirossitól mindössze egy ponttal maradt el.
2007-ben ismét a Honda színeiben versenyzett. Ebben az idényben az előző éveknél ismét valamivel rosszabbul szerepelt. Futamot nem tudott nyerni, ám háromszor is a dobogóra tudott állni (kétszer második, egyszer harmadik lett), valamint a cseh nagydíjat leszámítva minden versenyen pontszerző helyen ért célba. Mindent összevetve ez a teljesítmény az ötödik helyet jelentette számára.

#### Ducati

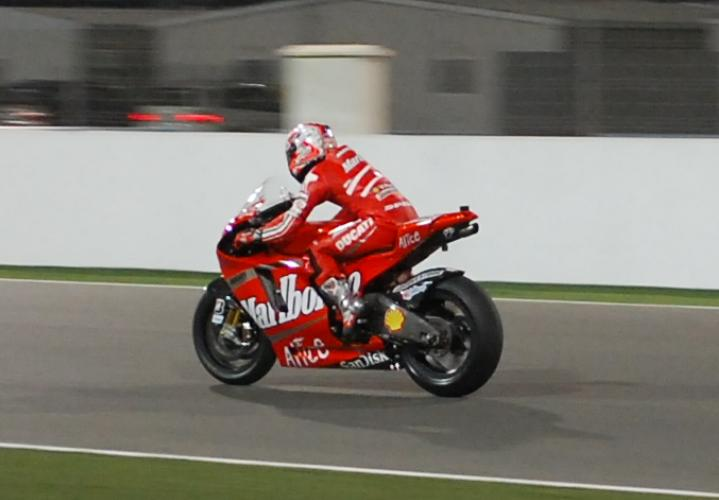
Melandri a 2008-as szezonnyitó katari nagydíjon

A 2008-as szezonra a Ducatihoz került. Ez az idény volt az eddigi legrosszabb pályafutása összes szezonja közül. A versenyek többnyire nem sikerültek jól, legtöbbször a mezőny legvégén motorozott, és a pontszerző helyekért volt kénytelen versenyezni, pedig csapattársa, Stoner a világbajnoki címért harcolt. Bár összesen csak kétszer kényszerült feladni a versenyt, ellenben ötször nem sikerült beverekednie magát a pontszerzők közé. Legjobb eredménye egy ötödik hely volt. Ez azt jelentette, hogy a szezont a 17. helyen zárta, 51 pontot szerezve. Az idény során többször is veszélybe került helye a csapatnál, ám a Ducati vezetői mindannyiszor biztosították bizalmukról. Már ekkor felröppentek olyan pletykák, hogy távozik, egyesek tudni vélték azt is, hogy a Kawasaki lesz a következő csapata. Végül igazuk lett, ugyanis Melandri szeptemberben bejelentette, hogy a 2009-es szezonban a japán istállónál fog versenyezni. Ez a szerződés végül kútba esett, ugyanis a Kawasaki a szezon végén bejelentette, hogy kiszállnak a MotoGP-ből.

#### Hayate
2009-re ismét egy privát csapathoz, a Kawasaki gyári csapatából kivált Hayate Racing Teamhez került. Korábban sokáig nem talált csapatot magának, és úgy nézett ki, hogy 2009-re nem kap sehol versenyzői állást, ezt a szerződését is március elején, tehát mindössze egy hónappal a szezonkezdés előtt írta alá. Az sem volt biztos, hogy a privát Kawasakis csapattal aláírja a szerződést. A pilóta csak a katari teszt után döntötte el, hogy aláír az istállóhoz. Arra is felkészült, hogy egy évet kihagy, esetleg másik sorozatot keres. Végül egyéves szerződést írt alá a csapattal. A csapatnak ő lett az egyetlen versenyzője. A szezonnyitó katari versenyen még csak 14. lett. A második versenyen, Japánban már jobban szerepelt, többek között jó rajtjának köszönhetően végül a hatodik helyen végzett. A versenyen több szép előzést is bemutatott, megelőzte többek között Doviziosót és Stonert is. A következő versenyen, Jerezben ismét jól szerepelt. A gyakorlásokon még eléggé hátul végzett, de miután a csapattal konzultálva teljesen megváltoztatta a motor beállításait, a versenyen végül az ötödik helyen végzett, ismét látványosan, több előzést bemutatva. Megelőzte Colin Edwardsot és Loris Capirossit is. Később megpróbálta utolérni Randy de Puniet-t is, ám ez végül nem sikerült neki. Mind Melandri, mind a Hayate maximálisan elégedett volt az eredménnyel. A francia nagydíjon, a folyamatosan felszáradó Le Mans-i pályán már dobogós helyen végzett. A verseny elején még esőgumival indultak el a versenyzők, ekkor Melandri még csak a kilencedik helyen volt. Bár elmondása szerint egy körrel korábban váltott motort, mint az ideális lett volna, és többször majdnem elesett, végül még ez is jó döntésnek bizonyult, és végül 17 másodperces hátránnyal végzett a győztes Jorge Lorenzo mögött a második helyen. A Hayate előzetesem közel sem várt ilyen jó szezonkezdést, mert bár a téli tesztek alatt látszott a fejlődés, a 2008-as szezon során az akkori versenyzők, John Hopkins és Anthony West szenvedtek az akkor még gyári Kawasaki motorjain. Melandri tehát jóval túlteljesítette az előzetes elvárásokat. Franciaországi második helye volt két év után az első dobogós helyezése, akkor ugyanitt állhatott fel a dobogóra. A szezonnak ez az eredmény volt az eddigi legnagyobb meglepetése. Az olasz verseny nem sikerült tökéletesen számára. Bár a verseny elején, vizes pályán pár kör erejéig még vezetett is, később azonban a pálya felszáradt, és ekkor kiütközött a Kawasaki lemaradása a többi csapathoz képest. Melandri folyamatosan visszaesve végül a 11. helyen végzett. A katalán nagydíjon gyakorlatilag teljesen esélytelen volt a jobb helyezések elérésére. Az időmérőn csak 17. lett, a versenyen azonban sikerült feljebb kapaszkodnia, végül a 2 pontot jelentő 14. helyen végzett. A holland TT-n három helyet javított, a tizenegyedik helyen végzett. Az amerikai nagydíjon a sok kiesőnek köszönhetően újabb egy helyet lépett előre, tizedik lett. A német és a brit versenyt egyaránt a hetedik pozícióban fejezte be, ekkor ezen a helyen állt összetettben is.
A cseh és az indianapolisi versenyen kiesett, majd a következő négy versenyből három alkalommal is a top 10-ben végzett. A szezonzárón nem tudott pontot szerezni, ez először fordult elő vele a szezon során. Év végén végül tizedikként zárt, 105 ponttal.

#### Ismét a Gresininél
A 2010-es szezon előtt bejelentették, hogy Melandri visszatért korábbi csapatához, a Gresinihez. A tesztek nem sikerültek jól sem az ő, sem a csapattárs Marco Simoncelli számára, legtöbbször a mezőny végén végeztek.
A szezon eleje már jobban sikerült, egy katari tizenharmadik helyet követően folyamatos javulás volt megfigyelhető. A brit nagydíjat feladni kényszerült, majd a Holland TT-n el sem tudott indulni, miután a második szabadedzésen megsérült a kulcscsontja.
A következő versenyen, a katalán nagydíjon már rajthoz állhatott, ám a vállában érzett fájdalom jelentősen hátráltatta, és csak kilencedik lett. Németországban csak tizedik lett, miközben csapattársa szezonbeli legjobb helyezését produkálva hatodik lett. Melandri az amerikai nagydíjon nyolcadik lett, sérülése óta ez volt a legjobb eredménye.

### Superbike-világbajnokság
2011-ben a Yamaha World Superbike Team versenyzője lett. Cal Crutchlow helyére szerződtették, aki a MotoGP-be szerződött a Tech 3 csapatához. Bemutatkozó szezonja rendkívül jól sikerült. Már a második versenyhétvége első futamán, a tulajdonképpen hazai pályának számító Donington Parkban megszerezte első győzelmét. Később még ehhez hármat tudott hozzátenni, év végén pedig az előkelő második helyet szerezte meg a spanyol Carlos Checa mögött.
2011. október 2-án a BMW-hez igazolt, miután a Yamaha bejelentette, hogy 2012-től kezdve nem indít gyári csapatot. A 2012-es szezon első versenyén rögtön egy második hellyel nyitott, annak ellenére, hogy mindössze a tizenharmadik helyről rajtolt. A világbajnoki címhez a következő években sem került sokkal közelebb. Bár a 2012-es szezonban még kettőt hozzá tudott tenni előző évi győzelmeihez, a szezon végi kiesések nagyon sokba kerültek neki, így 328,5 ponttal csak a harmadik helyen zárta az évet. 2013-ban is a BMW színeiben indult. Ez a szezonja is egy kicsit döcögősen indult, de a 2012-eshez képest kettővel korábban, már a negyedik hétvége első versenyén sikerült megszereznie az évi első győzelmét. Később még kétszer haladt át ő elsőként a célvonalon, ám végül hiába szerzett több pontot (359 a 328,5-lel szemben), mint egy évvel korábban, így is csak a negyedik lett.
2014-re az Aprilia versenyzője lett, nem titkoltan azzal a céllal, hogy az istállóval visszatérhessen a MotoGP körforgásába. Ebben az évben ismét sikerült szereznie hat futamgyőzelmet, ám négyszer is a nyolcadik vagy annál rosszabb helyen végzett, valamint a győzelmeken kívül nem jött össze annyi dobogós helyezés sem, ami elég lett volna egy igazán komoly eredményhez, így nem tudott ellépni az összetett negyedik pozíciójából, másodszor is ott zárta az évet.

### Visszatérés a MotoGP-be
2014 novemberében bejelentették, hogy Melandri visszatér a Gresini Racinghez a MotoGP-be, ami a 2015-ös szezontól kezdve az Aprilia gyári alakulataként funkcionál. Az első hat futam kiábándítóan sikerült Melandri számára, ugyanis egyetlen alkalommal sem tudott pontszerző helyen végezni, legjobb eredménye két tizennyolcadik hely volt. Ezt követően elhagyta az alakulatot, helyére Michael Laverty, majd Stefan Bradl érkezett.

### Visszatérés a Superbike-világbajnokságba
2016-ban sokáig kérdéses volt, hogy egyáltalán ülést tud-e találni, majd júliusban megerősítésre került, hogy 2017-re visszatér korábbi sikereinek helyszínére, a Superbike-világbajnokság mezőnyébe a gyári Ducaticat versenyeztető Aruba.it Racing színeiben. Misanóban, hazai aszfalton a 10. helyről startolva nyert, ami egy olasz pilóta 100 sikere volt a WSBK-ban, ebből húszat ő szerzett. Ez volt az első és egyetlen diadala.
2017 augusztusában nevezték továbbra is az Aruba Ducatinál. 2018. február 25-én a Phillip Islanden rendezett szezonnyitó második futamán győzni tudott, amivel 22 sikerét aratta. Ezzel ő lett a legtöbb versenyt nyerő olasz versenyző a széria történetében, megelőzve Max Biaggi 21 sikerét. A szezon hátralévő részében még összesen nyolc dobogót szerzett. Három második helyet, valamint öt harmadikat. Az évadot az 5. helyen zárta úgy, hogy mindössze három gp-n nem tudott pontot szerezni.
2018. november 9-én vált hivatalossá, hogy a bajnokságban debütáló GRT Yamaha csapatához igazol az újdonsült Supersport-világbajnok, Sandro Cortese mellé. Egy Yamaha YZF-R1-et terelgetett a pályákon. 2019. február 23-án a 3. helyen végzett Phillip Islanden, az első versenyen új csapatával. Ezenkívül még két pódium jött össze a számára, mindkettő az év közepén, a spanyol Jerezben.
2019. július 9-én Melandri egy nyilvános tájékoztató keretében bejelentette, hogy a 2019 végén visszavonul a profi versenyzéstől. Utolsó megmérettetésére október 26-án került sor a katari második futamon.
2020. július 16-án váratlanul ismertették, hogy Leon Camier-t fogja váltani a 2020-as kiírás hátralévő részében a Barni Ducati Racing Teamnél. Előbbi versenyző nem épült fel a téli teszteken, a Motorland Aragónban szerzett váll- és csuklótöréséből. Szeptemberben azonban újból bejelentette, immáron végleges visszavonulását, mivel ő is és a csapat is kiábrándítóan szerepelt a középmezőny végén, néhány ponttal. Profi karrierje során kereken 200 alkalommal állt rajhoz, melyeken 22 győzelmet szerzett.

### Autóversenyzés
2008 telén Melandri belekóstolt az autóversenyzésbe is. A Speedcar sorozatban a négy versenyen összesen két nyolcadik helyet ért el, ezzel összesen 2 pontot szerzett.

## Magánélet
Melandri jelenleg párkapcsolatban él, barátnője Manuela.

## Statisztikái

### MotoGP
| Szezon   | Géposztály | Motor                  | Csapat                       | Versenyek | Győzelem | Dobogó | Pole | L.kör | Pont | Helyezés | Vb-cím |
| -------- | ---------- | ---------------------- | ---------------------------- | --------- | -------- | ------ | ---- | ----- | ---- | -------- | ------ |
| 1997     | 125 cm³    | Honda RS125R           |                              | 1         | 0        | 0      | 0    | 0     | 0    | -        | 0      |
| 1998     | 125 cm³    | Honda RS125R           |                              | 14        | 2        | 8      | 3    | 1     | 202  | 3.       | 0      |
| 1999     | 125 cm³    | Honda RS125R           |                              | 14        | 5        | 9      | 3    | 4     | 226  | 2.       | 0      |
| 2000     | 250 cm³    | Aprilia RSV250         |                              | 16        | 0        | 4      | 1    | 0     | 159  | 5.       | 0      |
| 2001     | 250 cm³    | Aprilia RSV250         |                              | 15        | 1        | 9      | 0    | 4     | 194  | 3.       | 0      |
| 2002     | 250 cm³    | Aprilia RSV250         |                              | 16        | 9        | 12     | 2    | 4     | 298  | 1.       | 1      |
| 2003     | MotoGP     | Yamaha YZR-M1          | Yamaha-YMR                   | 13        | 0        | 0      | 0    | 0     | 154  | 5.       | 0      |
| 2004     | MotoGP     | Yamaha YZR-M1          | Tech 3                       | 15        | 0        | 2      | 0    | 0     | 75   | 12.      | 0      |
| 2005     | MotoGP     | Honda RC211V           | Gresini Racing               | 17        | 2        | 7      | 0    | 3     | 220  | 2.       | 0      |
| 2006     | MotoGP     | Honda RC211V           | Gresini Racing               | 17        | 3        | 7      | 0    | 0     | 228  | 4.       | 0      |
| 2007     | MotoGP     | Honda RC212V           | Gresini Racing               | 17        | 0        | 3      | 0    | 0     | 187  | 5.       | 0      |
| 2008     | MotoGP     | Ducati Desmosedici GP8 | Ducati Corse                 | 18        | 0        | 0      | 0    | 0     | 51   | 17.      | 0      |
| 2009     | MotoGP     | Kawasaki Ninja ZX-RR   | Hayate Racing Team           | 17        | 0        | 1      | 0    | 0     | 108  | 10.      | 0      |
| 2010     | MotoGP     | Honda RC212V           | San Carlo Honda Gresini Team | 17        | 0        | 0      | 0    | 0     | 103  | 10.      | 0      |
| 2015     | MotoGP     | Aprilia RS-GP          | Aprilia Racing Team Gresini  | 8         | 0        | 0      | 0    | 0     | 0    | HN       | 0      |
| Összesen |            |                        |                              | 215       | 22       | 62     | 9    | 16    | 2096 |          | 1      |

### Géposztály szerint
| Géposztály | Szezon           | 1. nagydíj       | 1. dobogó         | 1. győzelem       | Versenyek | Győzelem | Dobogó | Pole | Leggyorsabb kör | Pont | Vb-cím |
| ---------- | ---------------- | ---------------- | ----------------- | ----------------- | --------- | -------- | ------ | ---- | --------------- | ---- | ------ |
| 125 cm³    | 1997–1999        | 1997, Csehország | 1998, Olaszország | 1998, Hollandia   | 29        | 7        | 17     | 6    | 5               | 428  | 0      |
| 250 cm³    | 2000–2002        | 2000, Dél-Afrika | 2000, Portugália  | 2001, Németország | 47        | 10       | 25     | 3    | 8               | 651  | 1      |
| MotoGP     | 2003–2010, 2015– | 2003, Japán      | 2004, Katalónia   | 2005, Törökország | 139       | 5        | 20     | 0    | 3               | 1017 | 0      |
| Összesen   | 1997–2010, 2015  |                  |                   |                   | 215       | 22       | 62     | 9    | 16              | 2096 | 1      |

### Teljes MotoGP-eredménylistája
| Év   | Géposztály | Motor    | 1       | 2       | 3      | 4      | 5      | 6      | 7      | 8      | 9       | 10     | 11     | 12      | 13     | 14      | 15     | 16     | 17     | 18     | Helyezés | Pont |
| ---- | ---------- | -------- | ------- | ------- | ------ | ------ | ------ | ------ | ------ | ------ | ------- | ------ | ------ | ------- | ------ | ------- | ------ | ------ | ------ | ------ | -------- | ---- |
| 1997 | 125 cm³    | Honda    | MAL     | JPN     | SPA    | ITA    | AUT    | FRA    | NED    | IMO    | GER     | BRA    | GBR    | CZE 17  | CAT    | IND     | AUS    |        |        |        | –        | –    |
| 1998 | 125 cm³    | Honda    | JPN 10  | MAL Ki  | SPA 10 | ITA 2  | FRA 2  | MAD 2  | NED 1  | GBR 4  | GER 13  | CZE 1  | IMO 2  | CAT 8   | AUS 3  | ARG 2   |        |        |        |        | 3.       | 202  |
| 1999 | 125 cm³    | Honda    | MAL Sér | JPN Sér | SPA Ki | FRA 6  | ITA 2  | CAT 3  | NED 8  | GBR 5  | GER 1   | CZE 1  | IMO 1  | VAL Ki  | AUS 1  | RSA 3   | BRA 2  | ARG 1  |        |        | 2.       | 226  |
| 2000 | 250 cm³    | Aprilia  | RSA 13  | MAL 5   | JPN 5  | SPA 6  | FRA 4  | ITA 4  | CAT 6  | NED Ki | GBR Ki  | GER Ki | CZE 4  | POR 3   | VAL 3  | BRA 3   | PAC 3  | AUS 5  |        |        | 5.       | 159  |
| 2001 | 250 cm³    | Aprilia  | JPN 6   | RSA 2   | SPA 3  | FRA 3  | ITA 3  | CAT Ki | NED 6  | GBR 3  | GER 1   | CZE 2  | POR 2  | VAL Ki  | PAC Ki | AUS Sér | MAL 11 | BRA 2  |        |        | 3.       | 194  |
| 2002 | 250 cm³    | Aprilia  | JPN Ki  | RSA 1   | SPA Ki | FRA 2  | ITA 1  | CAT 1  | NED 1  | GBR 1  | GER 1   | CZE 1  | POR 2  | BRA 4   | PAC 2  | MAL Ki  | AUS 1  | VAL 1  |        |        | 1.       | 298  |
| 2003 | MotoGP     | Yamaha   | JPN Ki  | RSA Ki  | SPA Ki | FRA 15 | ITA 11 | CAT 13 | NED Ki | GBR Ki | GER Ki  | CZE 10 | POR 7  | BRA 11  | PAC 5  | MAL 11  | AUS Ki | VAL Ki |        |        | 15.      | 45   |
| 2004 | MotoGP     | Yamaha   | RSA 11  | SPA Ki  | FRA 6  | ITA 9  | CAT 3  | NED 3  | BRA 13 | GER Ki | GBR Sér | CZE 9  | POR Ki | JPN 5   | QAT Ki | MAL Ki  | AUS Ki | VAL Ki |        |        | 12.      | 75   |
| 2005 | MotoGP     | Honda    | SPA 3   | POR 4   | CHN 3  | FRA 4  | ITA 4  | CAT 3  | NED 2  | USA Ki | GBR Ki  | GER 7  | CZE 6  | JPN Ki  | MAL 5  | QAT 2   | AUS 4  | TUR 1  | VAL 1  |        | 2.       | 220  |
| 2006 | MotoGP     | Honda    | SPA 5   | QAT 7   | TUR 1  | CHN 7  | FRA 1  | ITA 6  | CAT Ki | NED 7  | GBR 3   | GER 2  | USA 3  | CZE 5   | MAL 9  | AUS 1   | JPN 3  | POR 8  | VAL 5  |        | 4.       | 228  |
| 2007 | MotoGP     | Honda    | QAT 5   | SPA 8   | TUR 5  | CHN 5  | FRA 2  | ITA 9  | CAT 9  | GBR 10 | NED 10  | GER 6  | USA 3  | CZE Sér | RSM 4  | POR 5   | JPN 5  | AUS 10 | MAL 2  | VAL 4  | 5.       | 187  |
| 2008 | MotoGP     | Ducati   | QAT 11  | SPA 12  | POR 13 | CHN 5  | FRA 15 | ITA Ki | CAT 11 | GBR 16 | NED 13  | GER Ki | USA 16 | CZE 7   | SMR 9  | IND 19  | JPN 13 | AUS 16 | MAL 16 | VAL 16 | 17.      | 51   |
| 2009 | MotoGP     | Kawasaki | QAT 14  | JPN 6   | SPA 5  | FRA 2  | ITA 11 | CAT 14 | NED 11 | USA 10 | GER 7   | GBR 7  | CZE Ki | IND Ki  | SMR 8  | POR 12  | AUS 7  | MAL 8  | VAL 17 |        | 10.      | 108  |
| 2010 | MotoGP     | Honda    | QAT 13  | SPA 8   | FRA 6  | ITA 5  | GBR Ki | NED NI | CAT 9  | GER 10 | USA 8   | CZE 8  | IND Ki | SMR 10  | ARA 9  | JPN 11  | MAL 9  | AUS 9  | POR 9  | VAL 13 | 10.      | 103  |
| 2015 | MotoGP     | Aprilia  | QAT 21  | AME Ki  | ARG 20 | SPA 19 | FRA 18 | ITA 18 | CAT Ki | NED 19 | GER     | IND    | CZE    | GBR     | RSM    | ARA     | JPN    | AUS    | MAL    | VAL    | HN       | 0    |

### Teljes Superbike-világbajnokság eredménylistája
(Táblázat értelmezése)

(Félkövér: pole-pozícióból indult; dőlt: leggyorsabb kört futott) 

| Év   | Motor   | 1   | 1   | 2   | 2   | 3   | 3   | 4   | 4   | 5   | 5   | 6   | 6   | 7   | 7   | 8   | 8   | 9   | 9   | 10  | 10  | 11  | 11  | 12  | 12  | 13  | 13  | 14  | 14  | Helyezés | Pont  |
| Év   | Motor   | R1  | R2  | R1  | R2  | R1  | R2  | R1  | R2  | R1  | R2  | R1  | R2  | R1  | R2  | R1  | R2  | R1  | R2  | R1  | R2  | R1  | R2  | R1  | R2  | R1  | R2  | R1  | R2  | Helyezés | Pont  |
| 2011 | Yamaha  | AUS | AUS | EUR | EUR | NED | NED | ITA | ITA | USA | USA | SMR | SMR | SPA | SPA | CZE | CZE | GBR | GBR | GER | GER | ITA | ITA | FRA | FRA | POR | POR |     |     | 2.       | 395   |
| ---- | ------- | --- | --- | --- | --- | --- | --- | --- | --- | --- | --- | --- | --- | --- | --- | --- | --- | --- | --- | --- | --- | --- | --- | --- | --- | --- | --- | --- | --- | -------- | ----- |
| 2011 | Yamaha  | 5   | 3   | 1   | 2   | 4   | Ki  | 4   | 2   | 10  | 6   | 3   | Ki  | 1   | 2   | 1   | 2   | 3   | 3   | 2   | 6   | 8   | 6   | 2   | 2   | 6   | 1   |     |     | 2.       | 395   |
| 2012 | BMW     | AUS | AUS | ITA | ITA | NED | NED | ITA | ITA | EUR | EUR | USA | USA | SMR | SMR | ESP | ESP | CZE | CZE | GBR | GBR | RUS | RUS | GER | GER | POR | POR | FRA | FRA | 3.       | 328,5 |
| 2012 | BMW     | 2   | 6   | 6   | 10  | 9   | 4   | T   | 4   | 1   | Ki  | 2   | 1   | Ki  | 4   | 2   | 1   | 1   | 1   | 7   | 8   | 2   | 1   | Ki  | Ki  | Ki  | Ni  | 2   | Ki  | 3.       | 328,5 |
| 2013 | BMW     | AUS | AUS | ESP | ESP | NED | NED | ITA | ITA | EUR | EUR | POR | POR | ITA | ITA | RUS | RUS | GBR | GBR | GER | GER | TUR | TUR | USA | USA | FRA | FRA | ESP | ESP | 4.       | 359   |
| 2013 | BMW     | Ki  | 3   | 3   | 5   | Ki  | 8   | 1   | 2   | 2   | 5   | 1   | 12  | 4   | 4   | 1   | T   | 9   | 9   | 2   | 3   | 2   | 4   | 4   | 3   | 5   | 7   | 2   | Ni  | 4.       | 359   |
| 2014 | Aprilia | AUS | AUS | ESP | ESP | NED | NED | ITA | ITA | GBR | GBR | MAL | MAL | ITA | ITA | POR | POR | USA | USA | ESP | ESP | FRA | FRA | QAT | QAT |     |     |     |     | 4.       | 333   |
| 2014 | Aprilia | 2   | 8   | 11  | 3   | 6   | 6   | 6   | 11  | 4   | 17  | 1   | 1   | 3   | 3   | 4   | Ki  | 1   | Ki  | 1   | 1   | 2   | 1   | 8   | 4   |     |     |     |     | 4.       | 333   |
| 2017 | Ducati  | AUS | AUS | THA | THA | ESP | ESP | NED | NED | ITA | ITA | GBR | GBR | ITA | ITA | USA | USA | GER | GER | POR | POR | FRA | FRA | ESP | ESP | QAT | QAT |     |     | 4.       | 327   |
| 2017 | Ducati  | Ki  | 3   | 4   | 3   | 2   | 3   | 3   | Ki  | 3   | 5   | 4   | Ki  | 15  | 1   | 4   | 4   | 4   | 3   | 3   | 3   | 2   | 5   | Ki  | 2   | 3   | 6   |     |     | 4.       | 327   |
| 2018 | Ducati  | AUS | AUS | THA | THA | ESP | ESP | NED | NED | ITA | ITA | GBR | GBR | CZE | CZE | USA | USA | ITA | ITA | POR | POR | FRA | FRA | ARG | ARG | QAT | QAT |     |     | 5.       | 297   |
| 2018 | Ducati  | 1   | 1   | 8   | 7   | 4   | 3   | 6   | 7   | 3   | Ki  | 22  | 11  | 2   | 15  | 5   | Ki  | 7   | 3   | 2   | 3   | 6   | 5   | 2   | 3   | 5   | T   |     |     | 5.       | 297   |

| Év   | Motor  | 1   | 1   | 1   | 2   | 2   | 2   | 3   | 3   | 3   | 4   | 4   | 4   | 5   | 5   | 5   | 6   | 6   | 6   | 7   | 7   | 7   | 8   | 8   | 8   | 9   | 9   | 9   | 10  | 10  | 10  | 11  | 11  | 11  | 12  | 12  | 12  | 13  | 13  | 13  | Helyezés | Pont |
| Év   | Motor  | V1  | SV  | V2  | V1  | SV  | V2  | V1  | SV  | V2  | V1  | SV  | V2  | V1  | SV  | V2  | V1  | SV  | V2  | V1  | SV  | V2  | V1  | SV  | V2  | V1  | SV  | V2  | V1  | SV  | V2  | V1  | SV  | V2  | V1  | SV  | V2  | V1  | SV  | V2  | Helyezés | Pont |
| 2019 | Yamaha | AUS | AUS | AUS | THA | THA | THA | ESP | ESP | ESP | NED | NED | NED | ITA | ITA | ITA | ESP | ESP | ESP | ITA | ITA | ITA | GBR | GBR | GBR | USA | USA | USA | POR | POR | POR | FRA | FRA | FRA | ARG | ARG | ARG | QAT | QAT | QAT | 9.       | 177  |
| ---- | ------ | --- | --- | --- | --- | --- | --- | --- | --- | --- | --- | --- | --- | --- | --- | --- | --- | --- | --- | --- | --- | --- | --- | --- | --- | --- | --- | --- | --- | --- | --- | --- | --- | --- | --- | --- | --- | --- | --- | --- | -------- | ---- |
| 2019 | Yamaha | 3   | 6   | 6   | 6   | 6   | 6   | 12  | 11  | 11  | 12  | T   | 14  | 6   | 17  | T   | 3   | 3   | Ki  | 6   | 6   | 16  | 14  | 10  | 10  | 9   | 16  | 9   | 9   | 13  | 8   | 8   | 12  | 6   | Ni  | 15  | 14  | 12  | 10  | 17  | 9.       | 177  |
| 2020 | Ducati | AUS | AUS | AUS | ESP | ESP | ESP | POR | POR | POR | ESP | ESP | ESP | ESP | ESP | ESP | ESP | ESP | ESP | FRA | FRA | FRA | POR | POR | POR |     |     |     |     |     |     |     |     |     |     |     |     |     |     |     | 17.      | 23   |
| 2020 | Ducati |     |     |     | 8   | 18  | 9   | 17  | 15  | 14  | 14  | 17  | Ki  | Ki  | 17  | 12  |     |     |     |     |     |     |     |     |     |     |     |     |     |     |     |     |     |     |     |     |     |     |     |     | 17.      | 23   |